# Abu Basir
Abu Basir (arabisch أبو بصير), auch bekannt als Utbah ibn Basir, war ein Gefährte des islamischen Propheten Mohammed.
Nach dem Vertrag von Hudaibiyyah floh Abu Basir aus Mekka und suchte Zuflucht bei den Muslimen in Medina. Er wurde jedoch zurückgeschickt, da es laut dem Vertrag von Hudaibiyyah den Muslimen nicht gestattet war, Personen aus Mekka aufzunehmen. Auf dem Weg zurück nach Mekka wurde Abu Basir von zwei Personen, die dem Stamm der Quraisch angehörten, verfolgt, die ihn gefangen nahmen und mit ihm nach Mekka zurückgingen. Jedoch gelang ihm die Flucht. Abu Basir schloss sich Abu Jandal ibn Suhayl an. Sie gründeten eine Enklave, wo sie geflüchtete Muslime von Mekka aufnahmen.